# Coqueta
Coqueta é um filme de drama mexicano de 1983, dirigido por Sergio Vejar e protagonizado por Lucero e Pedro Fernández.

## Elenco
- Lucero: Rocío
- Pedro Fernández: Pablo
- Rodolfo Gómez: Ricardo
- Sergio Gómez: Luis
- Antonio de Hud: Juán
- Lucero León: Mãe de Pablo